# 鄭在旭
鄭在旭（：／ Jung Jae Wook，1994年3月24日—），韓國男子羽毛球運動員。

## 簡歷
2011年1月，鄭在旭與Bae Kwon Young出戰韓國羽毛球首要超級賽。首圈，以2比0 （23-21、21-19）力克队友的Kim Dong Hoon/Chan Jun Bong。次圈，以0比2 （5-21、11-21）不敌师兄的金基正/金沙朗，但这次是他首次亮相成人赛事的第一个比赛。
2012年6月，鄭在旭代表韩國隊出戰韩国慶尚北道金泉市舉行的亚洲青年羽毛球錦標賽，贏得混合團體铜牌。同年10月，他再次代表韩國隊出戰日本千葉縣舉行的世界青年羽毛球錦標賽，贏得混合團體铜牌。
2013年4月，鄭在旭出戰大阪羽毛球國際挑戰賽。首圈，以2比0 (21-15、21-10）轻取马来西亚的Ai Wei Jian；次圈激战三局以1比2 (21-17、9-21、14-21）不敌赛会7号种子、泰国的西蒂空·塔马辛。
2014年11月，鄭在旭分别與Bae Kwon Young以及高我羅出戰韓國羽毛球大獎賽。在男雙方面，首圈以2比0 （21-14、21-16）横扫马来西亚的Tan Wee Gieen/张御宇；但在次圈中以1比2 （22-20、17-21、21-23）惜败于同胞的催率圭/Kang Ji Wook。而混雙则是首圈以2比1（14-21、21-14、21-10）力克中華台北的蘇敬恒/洪詩涵。次圈，表现出色以2比1 （13-21、21-10、21-11）逆转了赛会2号种子、马来西亚的陳裖荃/賴沛君。半準決賽中，以0比2 （14-21、12-21）不敌赛会5号种子、韩国的申白喆/張藝娜。
2017年11月，鄭在旭與金基正出戰韓國羽毛球大師賽。在準决赛中，曾以2比1 （16-21、21-11、21-19）掀翻了前世界第一、同胞的李龍大/柳延星。决赛中，再次上演韩国内战以0比2 （15-21、16-21）不敌队友的金元昊/徐承宰。后者更是目前韩国混雙的主力，前者则是新老组合的试配。

## 主要比賽成績
只列出曾進入準決賽的國際賽事成績：
| 年份   | 賽事                 | 公開賽級別 | 項目     | 搭檔   | 成績   |
| ------ | -------------------- | ---------- | -------- | ------ | ------ |
| 2012年 | 亞洲青年羽毛球錦標賽 | 其他       | 混合團體 | －     | 季軍   |
| 2012年 | 世界青年羽毛球錦標賽 | 其他       | 混合團體 | －     | 季軍   |
| 2017年 | 韓國羽毛球大師賽     | 大獎賽     | 男子雙打 | 金基正 | 亞軍   |
| 2018年 | 美國羽毛球公開賽     | 超級300賽  | 男子雙打 | 金載煥 | 準決賽 |

| 2007-2017年 | 首要超級賽 | 超級賽 | 黃金大獎賽 | 大獎賽 | 國際挑戰賽 | 國際系列賽 | 未來系列賽 | 其他 |

| 2018-2026年 | 總決賽 | 超級1000賽 | 超級750賽 | 超級500賽 | 超級300賽 | 超級100賽 | 國際挑戰賽 | 國際系列賽 | 未來系列賽 | 其他 |